# Som en härlig gudomskälla
Som en härlig gudomskälla, kanske mer känd som "Pärleporten", är en väckelsepsalm vars text är skriven av Fredrik Arvid Bloom 1917 till en melodi av Alfred Dulin. Sången publicerades i Solskenssånger III, 1924 med Johannes Alfred Hultman som kompositör och titeln "Underbara Gudakärlek."  Den norska Frälsningsarméns tidskrift Krigsropet publicerade sången 21 februari 1925, dock ej med Dulins melodi,  och den har sedan kommit att starkt förknippas med Frälsningsarmén. Texten uttrycker en omvänd syndares glädje och tacksamhet. Var och en av de fyra verserna avslutas med refrängen "Han har öppnat pärleporten".

## Bakgrund
Fredrik Bloom hade varit frälsningsofficer men av olika anledningar lämnat sin tjänst. Sent hösten 1916 kontaktade han en officer på Frälsningsarméns sjunde kår i Chicago, och de talade en del om hans situation. Han återkom i början på 1917 till samma familj och Bloom bad sina vänner om papper och penna och skrev den kvällen sången som han gav titeln "För blodets skull" med inledningsfrasen "Underbara gudakärlek". Sången hade här fem verser varav den tredje, den som bäst beskriver hans omvändelse, inte finns med i de nuvarande sångböckerna och de övriga fyra har genomgått en del textbearbetning.
Redan 1891 publicerade Frälsningsarmén en sång i Nya Stridssånger med titeln Perleporten, vars inledningsrad löd "Jag har lämnat allt för Jesus". Rytmen i texten är densamma, men Alfred Dulins tonsättning kan det inte vara fråga om eftersom han föddes först 1894.

## Andra versioner
Den svenska hårdrocksgruppen Black Ingvars spelade in sången på sitt album "Heaven Metal" från 1999.
Punkgruppen Strebers spelade in en parodisk version av låten, med annorlunda text, på sitt album "Ur led är..."  

## Publicerad som
- Nr 253 i Solskenssånger III, 1924 med titel Underbara Gudakärlek i tonsättning av Johannes Alfred Hultman.
- Text och musik i Krigsropet, februari 1925.
- Nr 423 i Segertoner 1930 under rubriken "Jesus, den härlige Frälsaren och Vännen".
- Nr 235 i den ekumeniska delen av den svenska psalmboken (dvs psalm 1-325 i 1986 års psalmbok, Cecilia 1986, Psalmer och Sånger 1987, Segertoner 1988 och Frälsningsarméns sångbok 1990) under rubriken "Skuld - förlåtelse".
- Nr 116 i Sångboken 1998.

### Fotnoter
1. ↑  ”Svensk mediedatabas”. http://smdb.kb.se/catalog/id/001519248. Läst 2 juni 2011.